# روبر راسین
روبر راسین (به فرانسوی: Rober Racine) هنرپیشه، نویسنده، نوازنده پیانو و آهنگساز قرن بیستم میلادی اهل فرانسه است.